# Dipara lux
Dipara lux – gatunek błonkówki z rodziny Diparidae. Endemit Kenii.

## Taksonomia
Gatunek ten opisany został po raz pierwszy w 2021 roku przez Christopha Brauna i Ralpha S. Petersa na łamach „ZooKeys”. Jako lokalizację typową wskazano Las Kakamega w Kenii. Epitet gatunkowy oznacza po łacinie „światło” i został nadany w kontraście do ciemniejszej, acz podobnej D. tenebra.

## Morfologia samicy
Błonkówka o ciele długości od 2243 do 2772 µm i ubarwieniu głównie żółtawobrązowym.
Owalna, około 1,3 raza szersza niż wysoka głowa ma siateczkowane ciemię oraz siateczkowaną z wyjątkiem okolicy międzyczułkowej twarz z ciemnobrązowym do czarnego pasem między dolnymi krawędziami oczu. Blisko siebie osadzone czułki mają żółtawobrązowe trzonek, nóżkę, trzy początkowe człony biczyka oraz buławkę, ciemnobrązowe zaś człony biczyka od czwartego do siódmego.
Mezosoma jest przysadzista. Przeciętnych wymiarów przedplecze ma siateczkowaną powierzchnię. Na siateczkowanej tarczy śródplecza widnieją dwie czarne plamy po bokach. Notauli zbiegają się przy tylnym brzegu tejże tarczy. Axillae i przód tarczki śródplecza są siateczkowane, frenum zaś żeberkowane. Skrzydła są w pełni wykształcone, nieskrócone. Odnóża przedniej pary mają białe z brązowymi szczytami biodra, brązowe krętarze i żółtawobrązowe człony dalsze, środkowej pary są żółtawobrązowe z białymi biodrami i krętarzami, a pary tylnej mają białe przednie powierzchnie bioder i ud, ciemnobrązowe tylne powierzchnie bioder oraz żółtawobrązowe elementy pozostałe. Pozatułów jest pośrodku gładki, po bokach natomiast pokryty zlewającymi się żeberkami poprzecznymi.
Metasoma ma 2,5–2,6 razy dłuższy niż szeroki, areolowato-pomarszczony pomostek. Gaster w 1/3 pokryty jest pierwszym tergitem. Tergit szósty i siódmy mają ciemnobrązowe nakrapianie wokół nasad przysadek odwłokowych, a ten ostatni także ciemnobrązowy wierzchołek. Pokładełko jest białe z ciemnobrązowym szczytem osłonki.

## Ekologia i występowanie
Owad afrotropikalny, znany wyłącznie z Lasu Kakamega w Kenii. Spotykany na rzędnych 1554 m n.p.m. Zasiedla ściółkę.